# ディードリット
ディードリット (Deedlit) は、小説『ロードス島戦記』に登場する架空の人物。また、同名のテーブルトークRPGリプレイ（第一部）におけるプレイヤーキャラクター (PC) の1人。

## 背景
初出は『コンプティーク』掲載の、グループSNEによるTRPGリプレイの連載記事『D＆D誌上ライブ ロードス島戦記』である。当時はアメリカより輸入されたゲーム「ダンジョンズ&ドラゴンズ」(D&D)のシステムを用いていた。ディードリットのキャラクターを作成しセッションで演じたプレイヤーは、当時グループSNEに在籍していた作家の山本弘である。文庫版ではプレイヤーが変更されている。

## デザイン
ディードリット登場以前、海外作品の挿絵などに登場するエルフは“長身かつつり目で、悪魔のようなつり上がった耳”といったビジュアルが多く、どちらかというとモンスターっぽいイメージが主流だったが、本作のリプレイや小説において出渕裕が描いたディードリットの挿絵により、特にそれまでは「先が尖っている」程度だった耳が非常に長い耳になったことなど、その後の日本のファンタジー作品におけるエルフのヴィジュアルイメージの先駆となった。また、アニメ雑誌でディードリットが表紙を飾ったり、特集を組まれたりするなど大人気となってもいる。
なお出渕裕は、女性キャラがすらっとして気品があるのはヨーロッパのファンタジーアートの影響で、耳が長いのは『ダーククリスタル』に出てくるキアラ（キーラ）からであり、新しいエルフのイメージを作ったという認識はあまりないと述べている。また、笹のように長い耳についてもOVA版のキャラクターデザインを担当した結城信輝の影響を指摘している。

## 人物
小説本編におけるヒロインの一人である。帰らずの森出身の妖精ハイエルフの女性。精霊を召喚して使役する精霊使いであり、同時に剣の技量も備える魔法剣士で、主人公パーンと長く行動をともにする。外見は金髪のロングヘア、小柄で尖った耳とアーモンド型の釣りあがった瞳が特徴。
ロードスにおける一般的なエルフは、争いを好まぬ温厚な性格の者が大半である。同時に、自分たちの世界の外に関心を向けない閉鎖的な側面もある。そんな中にあって、ディードリットは明朗快活・行動的であり、その意志は「内」より「外」に向いていた。また緩慢に滅び行くハイエルフの中でも久々に誕生した最も若いハイエルフでもあり、感情の起伏が比較的大きい。

## 活躍

### ロードス島戦記
パーン、エトらの冒険者の一団に加わって以降は英雄戦争に参加する。後、かつての仲間であるウッドチャックをパーンと共に追う旅を続ける。数年後フレイムにて勃発した砂漠の内乱において、風の精霊王イルクと契約を交わし、内乱鎮圧に協力する。
次第にパーンと心惹かれあう関係になり、邪神戦争後は故郷である帰らずの森の外れで館を建て、パーンと共に過ごす。

### 魔法戦士リウイ
サードシーズンである「呪縛の島の魔法戦士」にて、パーンと共に登場。ロードス島に訪れたリウイ達一行と出会う。
エルフに並ならぬ執着を見せるリウイからは、その美貌も相まってか、熱烈なアプローチを受けて困惑し、それに対して鈍感過ぎるパーンの態度に不満を抱いている面を見せる。
最終決戦にて、リウイ達の危機を救うべく、パーンと共にアイラの呼びかけに応じて駆けつける。

## 能力
剣の技量もそこそこ有するが、精霊を使役する魔法使いとしての実力の方が圧倒的に高く、上位精霊とも交信できるほどの実力を持つ。特に風の精霊王ジンからは、ディードリットのみが呼称できる名の「イルク」を与えられ盟友となっている。
また、炎の上位精霊「イフリート」の知られざるもう一つの姿「フェニックス」を召喚・行使できる数少ない実力者でもある。帰らずの森のハイエルフの中でディードリットは最も若く、次に若いエスタスでも1,000歳を越えているが、ディードリットがフェニックスを召喚した時、ほとんどのハイエルフはフェニックスを見たことが無かった。エルフの精霊使いの多くは、「破壊」を司る側面から「炎」の元素を用いた精霊魔法の行使を禁忌としているが、「炎」の元素が司るもう一つの側面「再生」を知る彼女は、必要とあらば炎の精霊魔法を行使することを躊躇わない。

## 登場作品

### 小説
- 『ロードス島戦記』全7巻 水野良 著/出渕裕 画
- 『新ロードス島戦記』全6巻 水野良 著/美樹本晴彦 画
- 『ハイエルフの森 ディードリット物語』 水野良 著/出渕裕 画
- 『魔法戦士リウイファーラムの剣 呪縛の島の魔法戦士』 水野良 著/横田守 画
- 『ロードス島戦記 誓約の宝冠』1巻（以下続刊） 水野良 著/左 画

### アニメ
- 『ロードス島戦記』（OVA）声優：冬馬由美
- 『ロードス島戦記-英雄騎士伝-』声優：新山志保（ - 21話。病気により降板。2000年に逝去したため、彼女の遺作となった）/野田順子（22話 - ）
- 『ようこそロードス島へ！』声優：宮村優子

### テーブルトークRPG
- 『RPGリプレイ ロードス島戦記I』
- 『RPGリプレイ ロードス島戦記II』 - NPCとして登場。また、同時収録のT&TリプレイにもPCとして参加
- 『RPGリプレイ ロードス島戦記III』 - NPCとして登場
- 『ロードス島RPG エキスパートルール』 - ロードス島RPG対応の能力値を掲載
- 『ソード・ワールドRPG ロードス島ワールドガイド』 - ソード・ワールドRPG対応の能力値を掲載

### 漫画
- ロードス島戦記 灰色の魔女（全3巻） 作画/越智善彦（角川コミックスエース）
- ロードス島戦記 炎の魔神（全2巻） 作画/齋藤亜弓（角川書店 ドラゴンコミックス）
- ロードス島戦記 -英雄騎士伝-（全6巻） 漫画/夏元雅人（角川コミックスエース）
- ロードス島戦記 ディードリット物語（全2巻） 画/よねやませつこ（角川書店 あすかコミックスDX）
- ロードス島戦記 誓約の宝冠（既刊1巻） 漫画/鈴見敦（角川コミックスエース）

### カセットブック
いずれも『ロードス島戦記』（角川サウンドコレクション）シリーズ。
- 幻惑の魔石 - 声優：鶴ひろみ
- 宿命の魔術師 - 声優：鶴ひろみ
- 魔獣の森 - 声優：冬馬由美
- 妖精界からの旅人 - 声優：冬馬由美
- 開かれた森 - 声優：冬馬由美
- 復讐の霧 - 声優：冬馬由美